# Ригель (інструмент)
Ригель — ювелірний інструмент у вигляді металевого стержня. Використовується для формування виробу (каблучки, кільця, оправи для дорогоцінних каменів). В поперечному перерізі ригелі бувають круглі, овальні, квадратні, багатокутні. Ригель має конічну, або ступінчату форму, що дозволяє формувати вироби різних розмірів. Часто на поверхні ригеля нанесено позначення для визначення розміру перснів. Ригелі переважно виготовляються з металу (часто гартованого), хоча існують й пластмасові ригелі. Деякі ригелі мають повздовжну борозну для перснів, які мають вставку, що не дозволяє формувати їх на круглому ригелі.